# Ладжевацько Селище
45°06′ пн. ш. 15°38′ сх. д. / 45.10° пн. ш. 15.64° сх. д.
Ладжевацько Селище (хорв. Lađevačko Selište) — населений пункт у Хорватії, у Карловацькій жупанії у складі міста Слунь.

## Населення
Населення за даними перепису 2011 року становило 11 осіб.
Динаміка чисельності населення поселення: